# Alessandro Miressi
Alessandro Miressi (Turín, 2 de octubre de 1998) es un deportista italiano que compite en natación, especialista en el estilo libre. Es primo de la piragüista Maria Cristina Giai Pron.
Participó en dos Juegos Olímpicos de Verano, obteniendo en total tres medallas, dos en Tokio 2020, plata en 4 × 100 m libre y bronce en 4 × 100 m estilos, y una de bronce en París 2024, en 4 × 100 m libre.
Ganó seis medallas en el Campeonato Mundial de Natación entre los años 2022 y 2024, y doce medallas en el Campeonato Mundial de Natación en Piscina Corta entre los años 2018 y 2024.
Además, obtuvo once medallas en el Campeonato Europeo de Natación entre los años 2018 y 2022, y nueve medallas en el Campeonato Europeo de Natación en Piscina Corta entre los años 2017 y 2023.
Estudió Educación Física en la Universidad de Turín.

## Palmarés internacional
| Juegos Olímpicos                    | Juegos Olímpicos       | Juegos Olímpicos  | Juegos Olímpicos        |
| Año                                 | Lugar                  | Medalla           | Prueba                  |
| ----------------------------------- | ---------------------- | ----------------- | ----------------------- |
| 2020                                | Tokio (Japón)          | Medalla de plata  | 4 × 100 m libre         |
| 2020                                | Tokio (Japón)          | Medalla de bronce | 4 × 100 m estilos       |
| 2024                                | París (Francia)        | Medalla de bronce | 4 × 100 m libre         |
| Campeonato Mundial                  |                        |                   |                         |
| Año                                 | Lugar                  | Medalla           | Prueba                  |
| 2022                                | Budapest (Hungría)     | Medalla de oro    | 4 × 100 m estilos       |
| 2022                                | Budapest (Hungría)     | Medalla de bronce | 4 × 100 m libre         |
| 2023                                | Fukuoka (Japón)        | Medalla de plata  | 4 × 100 m libre         |
| 2024                                | Doha (Catar)           | Medalla de plata  | 100 m libre             |
| 2024                                | Doha (Catar)           | Medalla de plata  | 4 × 100 m libre         |
| 2024                                | Doha (Catar)           | Medalla de bronce | 4 × 100 m estilos       |
| Campeonato Mundial en Piscina Corta |                        |                   |                         |
| Año                                 | Lugar                  | Medalla           | Prueba                  |
| 2018                                | Hangzhou (China)       | Medalla de bronce | 4 × 50 m libre          |
| 2021                                | Abu Dabi (EAU)         | Medalla de oro    | 100 m libre             |
| 2021                                | Abu Dabi (EAU)         | Medalla de oro    | 4 × 50 m libre          |
| 2021                                | Abu Dabi (EAU)         | Medalla de oro    | 4 × 100 m estilos       |
| 2021                                | Abu Dabi (EAU)         | Medalla de plata  | 4 × 100 m libre         |
| 2022                                | Melbourne (Australia)  | Medalla de oro    | 4 × 100 m libre         |
| 2022                                | Melbourne (Australia)  | Medalla de plata  | 4 × 50 m libre          |
| 2022                                | Melbourne (Australia)  | Medalla de bronce | 100 m libre             |
| 2022                                | Melbourne (Australia)  | Medalla de bronce | 4 × 100 m estilos       |
| 2024                                | Budapest (Hungría)     | Medalla de oro    | 4 × 50 m libre mixto    |
| 2024                                | Budapest (Hungría)     | Medalla de plata  | 4 × 100 m libre         |
| 2024                                | Budapest (Hungría)     | Medalla de bronce | 4 × 100 m estilos       |
| Campeonato Europeo                  |                        |                   |                         |
| Año                                 | Lugar                  | Medalla           | Prueba                  |
| 2018                                | Glasgow (Reino Unido)  | Medalla de oro    | 100 m libre             |
| 2018                                | Glasgow (Reino Unido)  | Medalla de plata  | 4 × 100 m libre         |
| 2018                                | Glasgow (Reino Unido)  | Medalla de bronce | 4 × 100 m estilos mixto |
| 2021                                | Budapest (Hungría)     | Medalla de plata  | 100 m libre             |
| 2021                                | Budapest (Hungría)     | Medalla de bronce | 4 × 100 m libre         |
| 2021                                | Budapest (Hungría)     | Medalla de bronce | 4 × 100 m estilos       |
| 2021                                | Budapest (Hungría)     | Medalla de bronce | 4 × 100 m libre mixto   |
| 2021                                | Budapest (Hungría)     | Medalla de bronce | 4 × 100 m estilos mixto |
| 2022                                | Roma (Italia)          | Medalla de oro    | 4 × 100 m libre         |
| 2022                                | Roma (Italia)          | Medalla de oro    | 4 × 100 m estilos       |
| 2022                                | Roma (Italia)          | Medalla de bronce | 100 m libre             |
| Campeonato Europeo en Piscina Corta |                        |                   |                         |
| Año                                 | Lugar                  | Medalla           | Prueba                  |
| 2017                                | Copenhague (Dinamarca) | Medalla de plata  | 4 × 50 m libre          |
| 2019                                | Glasgow (Reino Unido)  | Medalla de plata  | 100 m libre             |
| 2019                                | Glasgow (Reino Unido)  | Medalla de bronce | 4 × 50 m libre          |
| 2021                                | Kazán (Rusia)          | Medalla de plata  | 100 m libre             |
| 2021                                | Kazán (Rusia)          | Medalla de plata  | 4 × 50 m libre          |
| 2021                                | Kazán (Rusia)          | Medalla de plata  | 4 × 50 m libre mixto    |
| 2023                                | Otopeni (Rumania)      | Medalla de plata  | 100 m libre             |
| 2023                                | Otopeni (Rumania)      | Medalla de plata  | 4 × 50 m libre          |
| 2023                                | Otopeni (Rumania)      | Medalla de plata  | 4 × 50 m libre mixto    |